# Guldbaggen för bästa kortfilm
Guldbaggen för bästa kortfilm introducerades under filmåret 1995 och delades ut första gången vid prisceremonin 1996.

## Valbarhet
För att bli valbar ska en film vara kortare än 61 minuter (längre filmer är istället valbara i kategorin Bästa film) och nå tillräckliga poäng i den poängsättning som avgör om den betraktas som svensk. Därtill ska den ha visats på svenska biografer under aktuellt kalenderår eller på Göteborg International Film Festival, Stockholms filmfestival eller Uppsala kortfilmsfestival eller tävlat vid Clermont-Ferrands kortfilmsfestival, Tempo dokumentärfestival, i Cannes, Annecy, Berlin eller Sundance eller tilldelats något av fyra utvalda kortfilmspriser. Nomineringarna väljs sedan av en grupp om fem personer utsedda av Svenska Filminstitutets styrelse. Vinnaren utses av den vinnarjury som är gemensam för alla kategorier.

## Vinnare och nominerade
I tabellerna nedan listas filmer som tilldelats och nominerats till priset Vinnare presenteras överst i fetstil och gul färg, och övriga nominerade för samma år följer under. Året avser det år som filmerna hade premiär i Sverige, varpå de tilldelades priset på galan därefter.
Till Guldbaggegalan 2025 utökas antalet nominerade filmer till fyra.

### 1990-talet
| År          | Film                                     | Regissör(er)                           |
| ----------- | ---------------------------------------- | -------------------------------------- |
| 1995 (31:a) | Do Nothin' till You Hear from Me         | Pernilla Hindsefelt och Jonas Dahlbeck |
| 1995 (31:a) | Dansen                                   | Jan Troell                             |
| 1995 (31:a) | Förräderi                                | Fredrik von Krusenstjerna              |
| 1996 (32:a) | I skuggan av solen                       | Susanna Edwards                        |
| 1996 (32:a) | Sverige                                  | Magnus Carlsson                        |
| 1996 (32:a) | Stålbadet                                | Anders Bohman                          |
| 1997 (33:e) | Hem ljuva hem                            | Ulla-Carin Grafström                   |
| 1997 (33:e) | The Stars We Are                         | Mia Engberg                            |
| 1997 (33:e) | Som om ... tiden stått still             | Bengt Steiner                          |
| 1998 (34:e) | Aligermaas äventyr - i vildhästarnas dal | Andra Lasmanis                         |
| 1998 (34:e) | Betraktaren                              | Martin Lima de Faria                   |
| 1998 (34:e) | Bukarests diskreta charm                 | Karin Wegsjö                           |
| 1999 (35:e) | Clinch                                   | Håkan Lindhé                           |
| 1999 (35:e) | Örjan, den höjdrädde örnen               | Lars Klinting och Hamid Navim          |
| 1999 (35:e) | Sara, Emma, Ruben                        | Staffan Lamm                           |

### 2000-talet
| År          | Film                                     | Regissör(er)                                      |
| ----------- | ---------------------------------------- | ------------------------------------------------- |
| 2000 (36:e) | Del av den värld som är din              | Karin Wegsjö                                      |
| 2000 (36:e) | To Be Continued                          | Linus Tunström                                    |
| 2000 (36:e) | En gris behöver ingen klocka             | Marianne Strand                                   |
| 2001 (37:e) | Music for one apartment and six drummers | Johannes Stjärne Nilsson och Ola Simonsson        |
| 2001 (37:e) | Karl Sundlöv och livets hörnpelare       | Johan Hagelbäck                                   |
| 2001 (37:e) | Deadly Boring                            | Henry Moore Selder                                |
| 2002 (38:e) | Viktor och hans bröder                   | Mårten Klingberg                                  |
| 2002 (38:e) | Malcolm                                  | Baker Karim                                       |
| 2002 (38:e) | En kärleksaffär                          | Jörgen Bergmark                                   |
| 2003 (39:e) | Min skäggiga mamma                       | Maria Hedman                                      |
| 2003 (39:e) | Rewind                                   | Mårten Nilsson och Gunilla Heilborn               |
| 2003 (39:e) | Utvecklingssamtal                        | Jens Jonsson                                      |
| 2004 (40:e) | Glenn, the Great Runner                  | Anna Erlandsson                                   |
| 2004 (40:e) | Fragile                                  | Jens Jonsson                                      |
| 2004 (40:e) | Terrible Boy                             | Johan Jonason                                     |
| 2005 (41:a) | En nattsaga                              | Maja Lindström                                    |
| 2005 (41:a) | Sportstugan                              | Gunilla Heilborn och Mårten Nilsson               |
| 2005 (41:a) | Scen nr: 6882 ur mitt liv                | Ruben Östlund                                     |
| 2006 (42:a) | Aldrig som första gången!                | Jonas Odell                                       |
| 2006 (42:a) | Mannen som inte kom någonstans           | Peter Larsson                                     |
| 2006 (42:a) | Tillväxtsjukan                           | Klara Swantesson                                  |
| 2007 (43:e) | Hur man gör                              | Kim Hiorthøy, Gunilla Heilborn och Mårten Nilsson |
| 2007 (43:e) | Juni                                     | Fijona Jonuzi                                     |
| 2007 (43:e) | Lucky Blue                               | Håkon Liu                                         |
| 2008 (44:e) | Lögner                                   | Jonas Odell                                       |
| 2008 (44:e) | Istället för Abrakadabra                 | Patrik Eklund                                     |
| 2008 (44:e) | Dockpojken                               | Johannes Nyholm                                   |
| 2009 (45:e) | Skrapsår                                 | Gabriela Pichler                                  |
| 2009 (45:e) | Drömmar från skogen                      | Johannes Nyholm                                   |
| 2009 (45:e) | A Good Friend of Mr. World               | Axel Petersén                                     |

### 2010-talet
| År          | Film                      | Regissör(er)                               |
| ----------- | ------------------------- | ------------------------------------------ |
| 2010 (46:e) | Tussilago                 | Jonas Odell                                |
| 2010 (46:e) | Inte panik                | Elisabeth Cronvall                         |
| 2010 (46:e) | Tord och Tord             | Niki Lindroth von Bahr                     |
| 2011 (47:e) | Las Palmas                | Johannes Nyholm                            |
| 2011 (47:e) | No Sex Just Understand    | Mariken Halle                              |
| 2011 (47:e) | Utan snö                  | Magnus von Horn                            |
| 2012 (48:e) | Dance Music Now           | Johan Jonason                              |
| 2012 (48:e) | Fotografen                | Vanja Sandell Billström                    |
| 2012 (48:e) | Gläntan                   | Peter Grönlund                             |
| 2013 (49:e) | On Suffocation            | Jenifer Malmqvist                          |
| 2013 (49:e) | Me Seal, Baby             | Joanna Rytel                               |
| 2013 (49:e) | Äta lunch                 | Sanna Lenken                               |
| 2014 (50:e) | Still Born                | Åsa Sandzén                                |
| 2014 (50:e) | But You Are a Dog         | Malin Erixon                               |
| 2014 (50:e) | Min vän Lage              | Eva Lindström                              |
| 2015 (51:a) | Kung Fury                 | David Sandberg                             |
| 2015 (51:a) | Audition                  | Lovisa Sirén                               |
| 2015 (51:a) | Norra Storfjället         | Amanda Kernell                             |
| 2016 (52:a) | 6A                        | Peter Modestij                             |
| 2016 (52:a) | Baby                      | Lovisa Sirén                               |
| 2016 (52:a) | Kroppen är en ensam plats | Ida Lindgren                               |
| 2017 (53:e) | Min börda                 | Niki Lindroth von Bahr                     |
| 2017 (53:e) | Nattbarn                  | Sanna Lenken                               |
| 2017 (53:e) | Studio 5                  | Maximilien Van Aertryck och Axel Danielson |
| 2018 (54:e) | Martyren                  | Ahmed Abdullahi                            |
| 2018 (54:e) | The Ambassador's Wife     | Theresa Traore Dahlberg                    |
| 2018 (54:e) | Vi bara lyder             | Erik Holmström och Fredrik Wenzel          |
| 2019 (55:e) | Excess Will Save Us       | Morgane Dziurla-Petit                      |
| 2019 (55:e) | Ingen lyssnar             | Elin Övergaard                             |
| 2019 (55:e) | Psychic                   | Tova Mozard                                |

### 2020-talet
| År          | Film                                                 | Regissör(er)                            |
| ----------- | ---------------------------------------------------- | --------------------------------------- |
| 2020 (56:e) | A Legacy of Horses                                   | Annika Karlsson och Jessica Karlsson    |
| 2020 (56:e) | Du gamla, du fria                                    | Dawid Ullgren                           |
| 2020 (56:e) | Index                                                | Nicolas Kolovos                         |
| 2021 (57:e) | Man med duvor                                        | Lina Maria Mannheimer                   |
| 2021 (57:e) | Bad Lesbian                                          | Simone Norberg                          |
| 2021 (57:e) | Du är alltid 20                                      | Christer Wahlberg                       |
| 2022 (58:e) | Little to Big                                        | Ellen Fiske och Ellinor Hallin          |
| 2022 (58:e) | Dansa min docka                                      | Jasmijn Kooijman                        |
| 2022 (58:e) | Historien om Bodri                                   | Stina Wirsén                            |
| 2023 (59:e) | Leila                                                | Fariba Haidari                          |
| 2023 (59:e) | Madden                                               | Malin Ingrid Johansson                  |
| 2023 (59:e) | The Lovers                                           | Carolina Sandvik                        |
| 2024 (60:e) | The Building and Burning of a Refugee Camp           | Dennis Harvey                           |
| 2024 (60:e) | Däck 5B                                              | Malin Ingrid Johansson                  |
| 2024 (60:e) | On Hospitality – Layla al Attar and Hotel al Rasheed | Magnus Bärtås och Behzad Khosravi Noori |
| 2024 (60:e) | Parkerad                                             | Wasima Ayad                             |